# Митко Стефанов Янков (художник)
Митко Стефанов Янков (роден на 15 август 1957 в град Ловеч, България) е български художник - живописец, майстор на акварела.

## Образование
Възпитаник на Художествената гимназия за изящни изкуства в град Казанлък 1976г.

## Професионална дейност
1979 - 1991 работи като художник в ОКС Ловеч. През 1991 регистрира собствена фирма за пространствено оформление на магазини и витрини, дизайн, пластични реклами, фирмен знак и стенопис. Има реализирани 3 стенописни творби в Ловешки училища.

## Творчество
Митко Янков рисува акварел, смесена техника, маслени бои, акрилни бои. Стилът му може да се определи като експресивен, многоцветен и отличаващ се с добре подбрана палитра от силни тонове и нюанси. Жанровете, в които разкрива майсторството си най-добре, са пейзаж, натюрморт и портрет.
През 2009 в конкуренция с 19 автора печели първа награда в националната изложба-конкурс „Хилядолетният град край река Росица - Хоталич", организиран от Община Севлиево и Градска художествена галерия „Асен и Илия Пейкови" по повод 30-годишнината от археологическите проучвания на средновековния град.
За него Надя Асенова от kozloduy-bg.info пише:

| „ | Най-разнообразни и тематични образи позират от платната на ловченския художник. В пъстри тонове и преливащи се нюанси, картините носят наслада за окото с цветове и настроение. Цветя, пейзажи, образи на морето, различните сезони, всеки със своите характерни цветове и различни емоции, лица и познати до болка картини от ежедневието ни са само част от пъстрата палитра. | “ |

Участник е в пленери в град Елена и пленер в село Гостилица област Габрово, където произведенията са дарени на благотворителни изложби за събиране на средства за няколко болници. Той е дарил всичките си 20 акварела.
През 2016 е участник в първото Триенале на акварела в град Варна с откупен акварел от триеналето.
Негови творби са притежание на частни колекции в САЩ, Франция, Холандия, Австрия, Швейцария, ОАЕ, Германия, Испания, Словения и България.
Живее и работи в град Ловеч.

### Изложби
Има 15 самостоятелни изложби в Ловеч, Плевен, Козлодуй, Пловдив, София, Русе, Казанлък, Севлиево, Троян, Сливен и други градове.
Изложба в Българския културен център в Берлин през 2014г.